# Monokálium-foszfit
A monokálium-foszfit szervetlen vegyület, elsősorban vízben oldódó műtrágyaként használják.

## Előállítása
Káliumion és ekvimoláris mennyiségű foszforossav reakciójával keletkezik.

## Fordítás
Ez a szócikk részben vagy egészben  a   Monopotassium phosphite című angol Wikipédia-szócikk ezen változatának fordításán alapul.  Az eredeti cikk szerkesztőit annak laptörténete sorolja fel. Ez a jelzés csupán a megfogalmazás eredetét és a szerzői jogokat jelzi, nem szolgál a cikkben szereplő információk forrásmegjelöléseként.